# Дональд Л. Горовіц
Дональд Л. Горовіц (нар. 27 червня 1939) — професор юриспруденції і професор політології університету Дьюк, що здійснює дослідження в області розділеного суспільства та розробки державного устрою для країн, що переходять до демократії, а також аналіз проблем етнічної конфліктології.

## Біографія

### Освіта
1959 р. — ступінь бакалавра юридичних наук в університеті Сіракуз(Нью-Йорк)
1961 р. — ступінь магістра юридичних наук в університеті Сіракуз(Нью-Йорк)
1962 р. — ступінь магістра європейського права в університеті Гарвард
1965 р. — ступінь магістра гуманітарних наук в університеті Гарвард
1968 р. — ступінь магістра філософських наук в університеті Гарвард
Основні віхи наукової кар'єри
1965—1966 роках- помічник окружного судді в Філадельфії, штат Пенсільванія
1969—1971 рр. — радник прокурора апеляційного відділу по цивільних справах
1971—1972 рр. — радник з міжнародних відносин Міжнародного центру Вудро Вільсона
1972—1973 рр. — лектор університету Джорджа Вашингтона
1972—1975 рр. — науковий співробітник інституту Брукінгса
1975—1981 рр. — старший науковий співробітник Науково-дослідного інституту Смітсона з питань імміграції та етнічних досліджень
1967—1969/1976-1981 рр. — молодший науковий співробітник Центру з міжнародних справ, потім професор-викладач Школи поглиблених міжнародних досліджень у Гарварді
З 1980 р. до сьогоднішнього дня — професор університету Дьюка.

## Наукова діяльність
Професор Горовіц є засновником і розробником такого напрямку сучасної науки, як етнічна конфліктологія. У другій половині XX століття питання етнічного конфлікту як чинника, що безпосередньо впливає на світову політику, став основоположним у працях багатьох теоретиків політології. Дональд Л. Горовіц у своїх працях створив систему класифікації, структурування, аналізу взаємозв'язків і взаємозалежностей а також прогнозування та моделювання шляхів вирішення цих проблем. Вона заснована на:
- виявлення структури і стратегії в етнічному конфлікті
- побудові системи примирних установ і становлення конституційних процесів у державах постконфликта (це поняття широко використовується в працях Горовиця)
- аналізі конституційного проекту (система проти пропозиції процесів)
- моніторинг ролі конституційних судів як інституту осіб, що приймають рішення
- використання досвіду федералізму
- -виведення шляхів вирішення конфлікту з'являється багатосторонньому світі.

Серед найбільш відомих його аналітичних робіт можна назвати наступні:
- «Суди і Соціальна політика» (1977).
- «Етнічні групи в Конфлікті: Теорії, Зразки, і Політика» (1985; перевиданий з новою передмовою, 2000) (український переклад, 2004).
- «Смертельний Етнічний Бунт» (2001).

У всіх цих працях професор Горовіц узагальнює практичний досвід роботи в самих різних країнах світу (країни Південної Америки, Африки (Сьєрра-Леоне, Ангола), регіони Південно-Східної Азії (Шрі-Ланка), Близького Сходу (Ірак, Палестина) і навіть Північний Кавказ і Татарстан) в якості радника-консультанта з питань міжетнічної рівноваги.
В даний час[коли?] Горовіц пише книгу з конституційного проекту для розділених суспільств, предмет, з питань якого він консультував у багатьох країнах. Його книга по створенню конституційної демократії в Індонезії близька до завершення. Обраний в американську Академію Мистецтв і Наук в 1993, в даний час[коли?] він є президентом американського «Суспільства Політичної і Юридичної Філософії », а також членом дорадчого комітету держсекретаріату з питань заохочення демократії.
Найбільш послідовним противником Дональда Л. Горовиця є бельгійський учений Ван Париджсу, що оскаржує його ідеї і розвиває концепцію розподільної справедливості в системі міжнародних відносин (ідеї близькою до соціалістичної парадигми).
Серед найбільш відомих прихильників Горовиця можна назвати Джерарда Ноирила[уточнити] і Андреаса Віммера, у співавторстві з якими він створив дві праці: «Іммігранти у двох демократичних державах: французький та американський досвід» і «Зіткнення c етнічними конфліктами: до нового реалізму».

## Список робіт

### Книги
- Горовіц Дональд Л. Урядові адвокати, програми, агентства та судові рішення. 1977.
- Горовіц Дональд Л. Суди і Соціальна політика. 1977.
- Горовіц Дональд Л. Теорії вдалого ходу і спонукання чиновників: Шрі-Ланка в порівняльній перспективі. 1980.
- Горовіц Дональд Л. Етнічні групи в конфлікті: теорії, зразки і політика. 1985; перевиданий з новою передмовою, 2000. (український переклад, 2004).
- Горовіц Дональд Л. Демократична Південна Африка ? Конституційна розробка в розділеному суспільстві. 1991.
- Горовіц Дональд Л. Смертельний етнічний бунт. 2001.

### Відредаговані книги
- Горовіц Дональд Л. Іммігранти в двох демократичних державах: французький і американський досвід. 1992. (редактор з Джерардом Ноирилом).
- Горовіц Дональд Л. Зіткнення c етнічними конфліктами: до нового реалізму. 2004. (редактор з Андреасом Віммером та ін).

### Монографії
- Горовіц Дональд Л. Конфлікт спільноти: політика і можливості (центр досліджень конфлікту, університет Ольстера). 1990 (також румунський переклад).
- Горовіц Дональд Л. Професії порції і конфлікти заподіяння шкоди (Мічиганський центр державного університету пециального дослідження міжнародного розвитку). 1992.

### Статті російською мовою
- Горовіц Дональд Л. Структура і Стратегія Етнічного Конфлікту (пер. Бараш Н. Е.): http://www.isras.ru/files/File/Vlast/2007/02/Struktura_i_strategiya.pdf [Архівовано 20 квітня 2022 у Wayback Machine.]; http://2008.isras.ru/files/File/Vlast/2007/04/Struktura_i_strategiya.pdf%5Bнедоступне+посилання+з+серпня+2019%5D; http://2008.isras.ru/files/File/Vlast/2007/06/Struktura%20i%20strategiya.pdf%5Bнедоступне+посилання+з+серпня+2019%5D
- Горовіц Дональд Л. Зруйновані основи права сецесії (пер. Бараш Н. Е..)[3]: http://www.isras.ru/files/File/Vlast/2013/11/Horowitz2.pdf [Архівовано 27 січня 2022 у Wayback Machine.]